# NTTデータNJK
株式会社NTTデータNJK（英: NTTDATA NJK Corporation）は、東京都中央区に本社を置く、日本のシステムインテグレーター。元は異業種の系列には属さない独立系ソフトウェア企業であったが、2010年よりNTTデータ傘下となり、2016年には同社の完全子会社となる。

## 概要
日本の独立系ソフトウェア企業としては先駆的存在であり、蓄積した業務ノウハウと最新技術力の融合により、携帯端末ソフト分野、基幹業務アプリケーション分野を中心に独自のソフトウェア部品、ツール、フレームワーク等を活用した高付加価値開発を拡大すると共に、独自技術によるITサービスを展開している。
手掛ける業務分野は広く、金融系・公共系・産業（組込）系で多くの実績がある。
また、第三者検証ソリューションである自動評価ロボット「KURAGE」（Key Unit Random Access GEnerator）や、自社特許BUI（Button User Interface）を基盤とした「Natureシリーズ」と称する市販パッケージソフトウェアの開発・販売や電話コミュニケーション用iPadアプリのCyzo、スマートデバイスによる作業報告やデータ照会などの業務を、専用のプログラム開発をすることなく、カメラ／GPS／オフライン運用などネイティブアプリの利点を活かし実現できるAndroid・iOS対応のソリューションであるMobileEntry、FMSシリーズのマンション管理システム等のプロダクト製品がある。
近年は、携帯電話等の移動体通信、デジタル家電分野での受注を増加させており、収益構造の基幹の一つになっている。
事業展開においては、「品質第一主義」を謳っており、全てのシステム開発、ソフトウェア開発事業に、品質保証の国際規格であるISO 9001、品質管理システム（QMS）の適用を推進している。また、2018年には個人情報保護「プライバシーマーク」認証を取得。

## 沿革
- 1970年（昭和45年）- 東京都目黒区目黒3丁目に、コンピュータ教育事業を目的として有限会社日本情報研究センターを設立、業務開始。
- 1973年（昭和48年）- コンピュータ導入コンサルティング業務、情報システム開発業務などを目的として、株式会社日本情報研究センターに改組。
- 1976年（昭和51年）- 本社を東京都渋谷区渋谷3丁目に移転。
- 1977年（昭和52年）- 関連会社として日本情報通信システム株式会社を設立し、通信システム分野並びに産業システム分野の情報システム開発事業に進出。
- 1984年（昭和59年）- 経営基盤拡充のため、日本情報通信システム株式会社を吸収合併。商号を株式会社エヌジェーケーに変更。
- 1985年（昭和60年）
  - 丸紅との合弁により丸紅ソフトウェアを設立（現在は撤退）。
  - 株式会社バンテック・データ・サイエンスに資本参加。
- 1987年（昭和62年）
  - 社団法人日本証券業協会東京地区協会に株式を店頭登録。
  - バンテック・データ・サイエンスを100％子会社化。
- 1989年（平成元年）- 通商産業省（現・経済産業省）からシステムサービス企業（システムインテグレーター）として登録、認定。
- 1990年（平成2年）- 100%子会社として札幌エヌジェーケーシステム株式会社を設立。
- 1991年（平成3年）- 100%子会社として株式会社国際システム技術研究所を設立。
- 1992年（平成4年）- エーアイ出版株式会社に資本参加し、出版事業に進出。
- 1993年（平成5年）
  - 小松ハイテック株式会社が国際システム技術研究所を吸収合併。
  - 小松ハイテック及び信越エヌジェーケーシステム株式会社を合併し、エヌジェーケーテクノ株式会社を設立。
- 1994年（平成6年）- 本社を東京都目黒区中目黒4丁目に移転。首都圏の事業所を統合。
- 1997年（平成9年）-「DataNature」関連の国内ソフトウェア基本特許取得。
- 1998年（平成10年）- ISO 9001認証取得。米国特許庁より「DataNature」関連のソフトウェア基本特許取得。
- 2001年（平成13年）
  - 東京証券取引所市場第二部に株式上場。
  - 札幌エヌジェーケーシステム及びエヌジェーケーテクノを合併し、エヌジェーケーテクノ・システム株式会社を設立。
- 2004年（平成16年）- ISO 14001認証取得。自社開発したオートマチック・オペレーション装置（KURAGE）の特許取得。
- 2005年（平成17年）
  - エヌジェーケーテクノ・システムがエーアイ出版を吸収合併。
  - 欧州特許庁より「DataNature」関連のソフトウェア基本特許取得。
- 2006年（平成18年）- ISMS認証取得。
- 2007年（平成19年）- ISO/IEC 27001認証取得、BS7799の廃止。
- 2008年（平成30年）- 連結子会社のメディアドライブ株式会社を株式交換により完全子会社化。
- 2010年（平成22年）- NTTデータが株式公開買付けを実施、資本・業務提携。
- 2014年（平成26年）- 本社を東京都中央区新富2丁目に移転。
- 2016年（平成28年）- NTTデータが2度目の株式公開買付けを実施し95.79%の株式を取得。同年8月22日に上場廃止[1]。同年8月25日に株式売渡請求により同社の完全子会社化[2]。
- 2017年（平成29年）- 子会社であるメディアドライブ及びエヌジェーケーテクノ・システムを吸収合併[3]。
- 2018年（平成30年）
  - 健康保険組合連合会東京連合会より健康優良企業として「銀の認定」を取得。
  - 経済産業省よりIT導入支援事業者に認定。
  - 大宮事業所を廃止し京橋オフィスへ移転。
  - 中国事業所及び熊本事業所をそれぞれ広島営業所、熊本営業所へ改称。
  - 個人情報保護「プライバシーマーク」認証を取得。
- 2019年（令和元年）
  - 社名を株式会社NTTデータNJKに変更[4]。
  - 豊洲オフィスを開設。
  - ISTQB Platinum Partnerに認定。
- 2020年（令和2年）
  - 健康保険組合連合会東京連合会より健康優良企業として「金の認定」を取得。
  - 関西事業所を移転。

## 主な製品
- DataNatureシリーズ
- Cyzoシリーズ

PC・スマホ向け製品も開発している（メディアドライブ参照）。

## 拠点
- 本社（東京都中央区）
- 京橋オフィス（東京都中央区）
- 豊洲オフィス（東京都江東区）
- 北陸事業所（石川県小松市）
- 関西事業所（大阪府大阪市西区）
- 広島営業所（広島県広島市南区）
- 熊本営業所（熊本県上益城郡益城町）

以前は渋谷、品川、学芸大、小杉、新横浜、大宮、天王台、八王子、名古屋、長野、岐阜、富山、浜松、九州、福岡にも事業所があった。

## 所属団体
- 一般社団法人情報サービス産業協会
- 東京都情報サービス産業健康保険組合
- 全国情報サービス産業企業年金基金